# Општина Поза Рика де Идалго (Веракруз)
Поза Рика де Идалго (шп. Poza Rica de Hidalgo) општина је у Мексику у савезној држави Веракруз. Општина се налази на надморској висини од 57 м.

## Становништво
Према подацима из 2010. у општини је живело 193311 становника.

### Хронологија
| Година       | 2000                   | 2005                   | 2010                    |
| ------------ | ---------------------- | ---------------------- | ----------------------- |
| Становништво | 152838 (71079 / 81759) | 181438 (85230 / 96208) | 193311 (91390 / 101921) |

### Попис
| \| \| м \| \| \| ж \| \| 0—2 \| 4.379 \| \| \| 4.251 \| \| 3—5 \| 4.558 \| \| \| 4.535 \| \| 6—11 \| 9.678 \| \| \| 9.334 \| \| 12—14 \| 4.607 \| \| \| 4.541 \| \| 15—17 \| 4.637 \| \| \| 4.695 \| \| 18—24 \| 10.560 \| \| \| 11.607 \| \| 60+ \| 9.776 \| \| \| 12.870 \| \| Просек : \| 31,3 \| \| \| 32,9 \| |        |  |  |        |
| |        |  |  |        |
| | м      |  |  | ж      |
| 0—2 | 4.379  |  |  | 4.251  |
| 3—5 | 4.558  |  |  | 4.535  |
| 6—11 | 9.678  |  |  | 9.334  |
| 12—14 | 4.607  |  |  | 4.541  |
| 15—17 | 4.637  |  |  | 4.695  |
| 18—24 | 10.560 |  |  | 11.607 |
| 60+ | 9.776  |  |  | 12.870 |
| Просек : | 31,3   |  |  | 32,9   |

| #   | Индикатор                                                                                        | Вредност |
| --- | ------------------------------------------------------------------------------------------------ | -------- |
| 1   | Становништво од 0 до 2 године                                                                    | 8630     |
| 2   | Мушко становништво од 0 до 2 године                                                              | 4379     |
| 3   | Женско становништво од 0 до 2 године                                                             | 4251     |
| 4   | Становништво са 3 и више година                                                                  | 178923   |
| 5   | Мушко становништво са 3 и више година                                                            | 84135    |
| 6   | Женско становништво са 3 и више година                                                           | 94788    |
| 7   | Становништво са 5 и више година                                                                  | 172839   |
| 8   | Мушко становништво са 5 и више година                                                            | 81109    |
| 9   | Женско становништво са 5 и више година                                                           | 91730    |
| 10  | Становништво са 12 и више година                                                                 | 150818   |
| 11  | Мушко становништво са 12 и више година                                                           | 69899    |
| 12  | Женско становништво са 12 и више година                                                          | 80919    |
| 13  | Становништво са 15 и више година                                                                 | 141670   |
| 14  | Мушко становништво са 15 и више година                                                           | 65292    |
| 15  | Женско становништво са 15 и више година                                                          | 76378    |
| 16  | Становништво са 18 и више година                                                                 | 132338   |
| 17  | Мушко становништво са 18 и више година                                                           | 60655    |
| 18  | Женско становништво са 18 и више година                                                          | 71683    |
| 19  | Становништво од 3 до 5 година                                                                    | 9093     |
| 20  | Мушко становништво од 3 до 5 година                                                              | 4558     |
| 21  | Женско становништво од 3 до 5 година                                                             | 4535     |
| 22  | Становништво од 6 до 11 година                                                                   | 19012    |
| 23  | Мушко становништво од 6 до 11 година                                                             | 9678     |
| 24  | Женско становништво од 6 до 11 година                                                            | 9334     |
| 25  | Становништво од 8 до 14 година                                                                   | 21970    |
| 26  | Мушко становништво од 8 до 14 година                                                             | 11107    |
| 27  | Женско становништво од 8 до 14 година                                                            | 10863    |
| 28  | Становништво од 12 до 14 година                                                                  | 9148     |
| 29  | Мушко становништво од 12 до 14 година                                                            | 4607     |
| 30  | Женско становништво од 12 до 14 година                                                           | 4541     |
| 31  | Становништво од 15 до 17 година                                                                  | 9332     |
| 32  | Мушко становништво од 15 до 17 година                                                            | 4637     |
| 33  | Женско становништво од 15 до 17 година                                                           | 4695     |
| 34  | Становништво од 18 до 24 године                                                                  | 22167    |
| 35  | Мушко становништво од 18 до 24 године                                                            | 10560    |
| 36  | Женско становништво од 18 до 24 године                                                           | 11607    |
| 37  | Женско становништво од 15 до 49 година                                                           | 53556    |
| 38  | Становништво са 60 и више година                                                                 | 22646    |
| 39  | Мушко становништво са 60 и више година                                                           | 9776     |
| 40  | Женско становништво са 60 и више година                                                          | 12870    |
| 41  | Однос између мушкараца и жена                                                                    | 89.67    |
| 42  | Становништво од нуле до 14 година                                                                | 45883    |
| 43  | Становништво од 15 до 64 године                                                                  | 125962   |
| 44  | Становништво од 65 година и више                                                                 | 15708    |
| 45  | Просечан број деце                                                                               | 1.99     |
| 46  | Становништво рођено у ентитету                                                                   | 161841   |
| 47  | Мушко становништво рођено у ентитету                                                             | 76123    |
| 48  | Женско становништво рођено у ентитету                                                            | 85718    |
| 49  | Становништво рођено у другом ентитету                                                            | 24382    |
| 50  | Мушко становништво рођено у другом ентитету                                                      | 11712    |
| 51  | Женско становништво рођено у другом ентитету                                                     | 12670    |
| 52  | Становништво од 5 година и више резидентно у ентитету у јуну 2005. године                        | 164079   |
| 53  | Мушко становништво старосног доба од 5 година и више, резидентно у ентитету у јуну 2005. године  | 76501    |
| 54  | Женско становништво старосног доба од 5 и више година, резидентно у ентитету у јуну 2005. године | 87578    |
| 55  | Становништво од 5 година и више које је живело у другом ентитету у јуну 2005. године             | 7199     |
| 56  | Мушко становништво старије од 5 година које је живело у другом ентитету у јуну 2005. године      | 3752     |
| 57  | Женско становништво старије од 5 година које је живело у другом ентитету у јуну 2005. године     | 3447     |
| 58  | Становништво од 3 године и више које говори аутохтони језик                                      | 3328     |
| 59  | Мушко становништво старо 3 године и више које говори аутохтони језик                             | 1503     |
| 60  | Женско становништво старо 3 године и више које говори аутохтони језик                            | 1825     |
| 61  | Становништво од 3 године и више које говори аутохтони језик и не говори шпански језик            | 22       |
| 62  | Мушко становништво старо 3 године и више које говори аутохтони језик и не говори шпански         | 9        |
| 63  | Женско становништво старо 3 године и више које говори аутохтони језик и не говори шпански језик  | 13       |
| 64  | Становништво старо 3 године и више које говори аутохтони језик и шпански                         | 2938     |
| 65  | Мушко становништво старо 3 године и више које говори аутохтони језик и шпански                   | 1306     |
| 66  | Женско становништво старо 3 године и више које говори аутохтони језик и шпански                  | 1632     |
| 67  | Становништво од 5 година и више које говори аутохтони језик                                      | 3316     |
| 68  | Становништво од 5 година и више које говори аутохтони језик и не говори шпански језик            | 22       |
| 69  | Становништво од 5 година и више које говори аутохтони језик и говори шпански језик               | 2935     |
| 70  | Становништво у домородачким домаћинствима                                                        | 8497     |
| 71  | Становништво са ограничењима у активностима                                                      | 6997     |
| 72  | Становништво са ограниченим ходањем или кретањем, горе или доле                                  | 3241     |
| 73  | Становници са ограничењима вида, чак и уз кориштење сочива                                       | 2521     |
| 74  | Становништво са ограничењима говора, комуникације или конверзације                               | 551      |
| 75  | Становништво са ограниченим слухом                                                               | 623      |
| 76  | Становништво са ограничењима при одевању, купању или јелу                                        | 344      |
| 77  | Становништво са ограничењима у опажању или учењу једноставних ствари                             | 242      |
| 78  | Становништво са менталним ограничењима                                                           | 673      |
| 79  | Становништво без ограничења активности                                                           | 179313   |
| 80  | Становништво од 3 до 5 година које не похађа школу                                               | 4426     |
| 81  | Мушко становништво од 3 до 5 година које не похађа школу                                         | 2238     |
| 82  | Женско становништво од 3 до 5 година које не похађа школу                                        | 2188     |
| 83  | Становништво од 6 до 11 година које не похађа школу                                              | 506      |
| 84  | Мушко становништво од 6 до 11 година које не похађа школу                                        | 282      |
| 85  | Женско становништво од 6 до 11 година које не похађа школу                                       | 224      |
| 86  | Становништво од 12 до 14 година које не похађа школу                                             | 416      |
| 87  | Мушко становништво од 12 до 14 година које не похађа школу                                       | 214      |
| 88  | Женско становништво од 12 до 14 година које не похађа школу                                      | 202      |
| 89  | Становништво од 15 до 17 година похађа школу                                                     | 7534     |
| 90  | Мушко становништво од 15 до 17 година похађа школу                                               | 3704     |
| 91  | Женско становништво између 15 и 17 година живота у школи                                         | 3830     |
| 92  | Становништво од 18 до 24 године похађа школу                                                     | 8457     |
| 93  | Мушко становништво од 18 до 24 године похађа школу                                               | 4109     |
| 94  | Женско становништво од 18 до 24 године похађа школу                                              | 4348     |
| 95  | Становништво од 8 до 14 година које не може да чита и пише                                       | 370      |
| 96  | Мушко становништво старосног доба од 8 до 14 година које не може да чита и пише                  | 204      |
| 97  | Женско становништво старосног доби од 8 до 14 година које не може да чита и пише                 | 166      |
| 98  | Становништво од 15 година и више које је неписмено                                               | 5708     |
| 99  | Мушко становништво од 15 година и више које је неписмено                                         | 1700     |
| 100 | Женско становништво од 15 година и више које је неписмено                                        | 4008     |
| 101 | Становништво старо 15 и више година без школовања                                                | 6915     |
| 102 | Мушко становништво старо 15 и више година без школовања                                          | 2215     |
| 103 | Женско становништво старо 15 и више година без школовања                                         | 4700     |
| 104 | Становништво старосног доба 15 и више година са непотпуним основним образовањем                  | 12227    |
| 105 | Мушко становништво старосног доба од 15 година и више са непотпуном основним образовањем         | 5120     |
| 106 | Женско становништво старосног доба 15 и више година са непотпуном основним образовањем           | 7107     |
| 107 | Становништво старо 15 и више година са комплетним основним образовањем                           | 19198    |
| 108 | Мушко становништво старо 15 година и више са комплетним основним образовањем                     | 8175     |
| 109 | Женско становништво старо 15 и више година са комплетним основним образовањем                    | 11023    |
| 110 | Становништво старосног доба 15 и више година са непотпуним средњим образовањем                   | 5799     |
| 111 | Мушко становништво старосног доба од 15 година и више са непотпуним средњим образовањем          | 3051     |
| 112 | Женско становништво старосног доба од 15 година и више са непотпуним средњим образовањем         | 2748     |
| 113 | Становништво старо 15 и више година са пуним секундарном образовањем                             | 24578    |
| 114 | Мушко становништво старосног доба од 15 година и више са пуним секундарном образовањем           | 11855    |
| 115 | Женско становништво старосног доба од 15 година и више са пуним секундарном образовањем          | 12723    |
| 116 | Становништво старије од 18 година са постосновним образовањем                                    | 67104    |
| 117 | Мушко становништво старије од 18 година са постосновним образовањем                              | 32472    |
| 118 | Женско становништво старије од 18 година са постосновним образовањем                             | 34632    |
| 119 | Просечна оцена школовања                                                                         | 9.98     |
| 120 | Просечан ниво образовања мушке популације                                                        | 10.31    |
| 121 | Просечан ниво образовања женског становништва                                                    | 9.69     |
| 122 | Економски активно становништво                                                                   | 80179    |
| 123 | Економски активна мушка популација                                                               | 49937    |
| 124 | Економски активна женска популација                                                              | 30242    |
| 125 | Становништво које није економски активно                                                         | 69991    |
| 126 | Мушко становништво које није економски активно                                                   | 19629    |
| 127 | Женско становништво које није економски активно                                                  | 50362    |
| 128 | Запослено становништво                                                                           | 77897    |
| 129 | Запослено мушко становништво                                                                     | 48232    |
| 130 | Запослено женско становништво                                                                    | 29665    |
| 131 | Незапослена популација                                                                           | 2282     |
| 132 | Незапослена мушка популација                                                                     | 1705     |
| 133 | Незапослена женска популација                                                                    | 577      |
| 134 | Становништво без права на здравствене услуге                                                     | 59060    |
| 135 | Становништво које има право на здравствене услуге                                                | 128125   |
| 136 | Становништво које има право на ИМСС                                                              | 64323    |
| 137 | Становништво које има право на социјално осигурање                                               | 8478     |
| 138 | Становништво које има право на државно социјално осигурање                                       | 322      |
| 139 | Становништво које има право на опште осигурање или здравствено осигурање за нову генерацију      | 21602    |
| 140 | Становништво које је било једном или није било у браку током 12 година и више                    | 51646    |
| 141 | Венчано или уједињено становништво од 12 година и више                                           | 80811    |
| 142 | Становништво које је било у браку или уједињено 12 година и више                                 | 18074    |
| 143 | Становништво са католичком религијом                                                             | 139231   |
| 144 | Протестанти, еванђелисти и библијски следбеници различити од еванђелиста                         | 30033    |
| 145 | Становништво са другим религијама различитим од претходних                                       | 178      |
| 146 | Становништво без религије                                                                        | 15486    |
| 147 | Укупно пописаних домаћинства                                                                     | 50248    |
| 148 | Пописна домаћинства на челу са мушкарцима                                                        | 34209    |
| 149 | Пописна домаћинства на челу са женама                                                            | 16039    |
| 150 | Становништво у пописним домаћинствима                                                            | 187226   |
| 151 | Становништво у пописним домаћинствима на челу са мушкарцима                                      | 132519   |
| 152 | Становништво у пописним домаћинствима на челу са женама                                          | 54707    |
| 153 | Укупно домаћинстава                                                                              | 59602    |
| 154 | Укупно насељених домаћинстава                                                                    | 52155    |
| 155 | Укупно приватних кућа                                                                            | 57695    |
| 156 | Насељени приватни домови                                                                         | 50248    |
| 157 | Укупно насељених приватних кућа                                                                  | 52149    |
| 158 | Ненасељене приватне куће                                                                         | 4147     |
| 159 | Појединачна домаћинства за привремену употребу                                                   | 3300     |
| 160 | Становници у насељеним приватним кућама                                                          | 187226   |
| 161 | Насељеност станара у приватним становима                                                         | 3.73     |
| 162 | Просечно становника по соби у приватним насељеним домаћинствима                                  | 1.03     |
| 163 | Појединачна домаћинства са подовима од различитих материјала од земље                            | 46867    |
| 164 | Појединачна домаћинства у приземљу                                                               | 3038     |
| 165 | Појединачна домаћинства са једном спаваћом собом                                                 | 19337    |
| 166 | Појединачна домаћинства са две спаваће собе и више                                               | 30693    |
| 167 | Појединачна домаћинства са једним собом                                                          | 8381     |
| 168 | Појединачна домаћинства са две собе                                                              | 6720     |
| 169 | Појединачна домаћинства са 3 собе и више                                                         | 34898    |
| 170 | Појединачна домаћинства која имају електрично светло                                             | 49535    |
| 171 | Појединачна домаћинства која немају електрично светло                                            | 570      |
| 172 | Појединачна домаћинства која имају водоводну воду у стамбеном простору                           | 40781    |
| 173 | Појединачна домаћинства која немају водоводну воду у стамбеном простору                          | 9205     |
| 174 | Појединачна домаћинства која имају тоалет                                                        | 49798    |
| 175 | Појединачна домаћинства која имају канализацију                                                  | 48977    |
| 176 | Појединачна домаћинства која немају канализацију                                                 | 1005     |
| 177 | Појединачна домаћинства која имају електрично светло, довод воде из јавне мреже и канализацију   | 40132    |
| 178 | Појединачна домаћинства без икаквих услова                                                       | 575      |
| 179 | Појединачна домаћинства која имају радио                                                         | 38971    |
| 180 | Појединачна домаћинства која имају телевизор                                                     | 47972    |
| 181 | Појединачна домаћинства која имају фрижидер                                                      | 45340    |
| 182 | Појединачна домаћинства која имају машину за веш                                                 | 39378    |
| 183 | Појединачна домаћинства која имају аутомобил или комби                                           | 22678    |
| 184 | Појединачна домаћинства која имају рачунар                                                       | 18548    |
| 185 | Појединачна домаћинства која имају фиксну телефонску линију                                      | 24447    |
| 186 | Појединачна домаћинства која имају мобилни телефон                                               | 40030    |
| 187 | Појединачна домаћинства која имају приступ интернету                                             | 15237    |